# Elmo (コンピュータ将棋ソフト)
elmo（エルモ）は、コンピュータ将棋のプログラム。評価関数と定跡が公開されている。

## 概要
開発者は瀧澤誠。第27回世界コンピュータ将棋選手権で優勝。初出場の第26回世界コンピュータ将棋選手権は1次予選敗退だった。
elmoは、過去の電王戦でも活躍した強豪AI「Apery」「やねうら王」がベース。elmo同士の対戦を重ねてどのような手を指すと勝率が高いかを調べ、そうした手を選び出せるように評価関数（形勢判断をする際の指標）を調整。その工夫の結果、より正確な形勢判断ができるようになった。名前の由来はまだまだ強くなるという意味でelectric monkey（電気で動くサル）略してelmoと最初考えていたが、elastic monkey（弾力的な感じ、めげない等の意味）略してelmoに変えると作者の瀧澤は言っている。
2017年12月、2時間の学習を行ったDeepMind社によるプログラムAlphaZeroとの100局において、elmoは8勝90敗2分という結果に終わった。
対振り飛車戦で多用した独自の囲いが「elmo囲い」と称され、プロ棋士にも公式戦で数多く採用されたことが評価され、2020年4月の第47回将棋大賞にて将棋プログラムとして初めてとなる「升田幸三賞」を受賞した。
2021年5月、第31回世界コンピュータ将棋選手権で優勝した。同大会での優勝は、第27回大会以来2度目である。

## 競技会成績
| 大会/年                    | 2016 | 2017 | 2018 | 2019 | 2020 | 2021 |
| -------------------------- | ---- | ---- | ---- | ---- | ---- | ---- |
| 世界コンピュータ将棋選手権 | 27   | 1    | 12   | 4    | 中止 | 1    |
| 将棋電王トーナメント       |      | F    |      |      |      |      |